# 황윤석 (법조인)
황윤석(黃允石, 1929년 3월 25일~1961년 4월 21일)은 대한민국 최초의 여성 판사이다. 호(號)는 국림(菊淋).
어린 시절부터 철학·문학에 관심이 컸으나, 아버지의 권유로 법률을 지망하여 1952년 서울대학교 법과대학 학사 학위를 받았다. 이해 제3회 고등고시 사법과에 합격하여 1954년 서울 지방법원 판사에 임명되어 대한민국 최초의 여성 판사가 되었다. 1960년 숙명여자고등학교에서 선구 여성으로 표창을 받고, 이해 필리핀에서 열린 세계 여성 법률가 회의에 참석하였다. 이듬해 여성문제연구회 실행위원에 선임되었다.
그러나 이해 4월 자택에서 변사하여 그 원인을 둘러싸고 사회적인 논란이 일었다. 사망 전날 부부가 함께 감기약만을 복용했다고 남편이 진술했으나, 평소 황윤석이 시어머니와 불화가 있었다는 점 등이 독살을 의심케 했다. 3차에 걸친 시신 감정에도 독극물은 검출되지 않았고, 그해 12월 남편은 유기치사 혐의로 구속되었다. 남편은 1심에서 징역 4년을 선고 받았으나 2심에서 무죄 판결을 받았다. 그 후 황윤석의 사인은 밝혀지지 않았다.

## 사후
여성 단체에서 고인의 뜻을 추모하여 사법고시 준비생을 위한 '윤석 장학회'를 설립하였다.
한편 고인의 유족이 기금을 마련해 감리회 태화복지재단을 통해 운영 중이다. 기금은 총 1억원 규모이고, 태화복지재단이 캄보디아와 라오스 등 아시아 국가의 여성 교육과 복지를 지원하는 데 쓸 예정이다.

## 학력
- 진명여자고등학교 졸업
- 서울대학교 법학과 학사

## 같이 보기
- 이태영
- 김병로
- 김종인